# Josef Vieler
Josef Vieler (* 24. August 1883 in Genna, heute Stadt Iserlohn; † 1. Januar 1958 ebenda) war ein deutscher Unternehmer, Kommunalpolitiker und ehrenamtlicher Landrat (Zentrum und CDU).

## Leben und Beruf
Nach dem Schulbesuch absolvierte er ein Ingenieurstudium und war anschließend als Betriebsleiter tätig. 1952 gründete er zusammen mit seinem Bruder die Gebrüder Vieler GmbH, ein metallverarbeitendes Unternehmen. 
Vieler war verheiratet und hatte sechs Kinder. Von 1929 bis 1933 war er für das Zentrum Mitglied des Stadtrates der ehemaligen Stadt Letmathe. Von 1948 bis 1956 war er Bürgermeister von Letmathe. Dem Kreistag des ehemaligen Landkreises Iserlohn gehörte er von 1952 bis 1964 an. Vom 5. Dezember 1952 bis zum 23. November 1954 war Vieler Landrat des Landkreises.
Neben den politischen Aktivitäten war Vieler besonders engagiert im Kirchenvorstand Pfarrgemeinde St. Kilian.